# Milgram-kísérlet

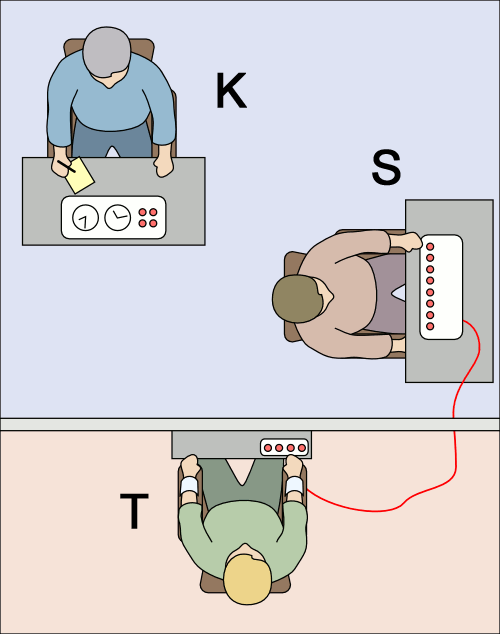
A kísérletvezető (K) felkéri a kísérleti személyt (S), hogy a „tanuló” (T) – valójában egy színész – számára fájdalmasnak látszó áramütéseket adjon. Sok kísérleti személy akkor is folytatta az áramütések küldését, mikor a színész már kegyelemért könyörgött.

A Milgram-kísérlet a szociálpszichológia egy, az engedelmességet vizsgáló kísérlete.
A kísérletet először Stanley Milgram, a Yale Egyetem pszichológusa írta le
Behavioral study of obedience című cikkében, ami a Journal of Abnormal and Social Psychology folyóiratban jelent meg 1963-ban.
A kísérletek, melyre a kezdeti kutatásokat alapozta, 1961 és 1962 során folytak a Yale Egyetemen.
Később 1974-es Obedience to Authority: An Experimental View című könyvében foglalta össze a kutatás eredményeit.
A kísérlet célja a résztvevők hatalommal szembeni engedelmességének vizsgálata volt, amikor olyasmit kérnek tőlük, ami lelkiismeretükkel ellenkezik.
Gina Perry ausztrál pszichológus szerint a kísérlet adatait nem megfelelően értelmezték, pl. kiderült, hogy sokan azért folytatták a kísérletet, mert rájöttek, hogy csak „játék”, és nem okoznak valódi fájdalmat.

## A kísérlet menete
A zsidó származású Stanley Mildred pszichológusban az Eichmann-per közvetítése során (1962) – melyben Eichmann azzal érvelt, hogy mindent parancsra tett a hitleri Németországban – ötlött fel a gondolat, mi van, ha tényleg így működnek az emberek. Kísérlettel akarta megvizsgálni a parancsok teljesítése és az egyéni felelősség kapcsolatát.
Résztvevőket toboroztak a Yale Egyetemen folytatott tanulást és emlékezetet vizsgáló kísérletekhez.
Az újságban megjelent hirdetés szerint a kísérlet egy órát vesz igénybe, amiért 4,50 dolláros fizetés járt. A résztvevők 20 és 50 év közötti férfiak voltak.
A kísérletvezető elmagyarázta a kísérleti személynek és a másik kísérleti személyt játszó színésznek, hogy a kísérlet, amelyben részt vesznek, a büntetés hatását vizsgálja a tanulási folyamatra.
A kísérleti személy és a színész is kaptak egy-egy papírlapot. A kísérleti személynek úgy állították ezt be, mintha az egyikre „tanuló”, a másikra „tanár” lett volna írva, és a szerepek véletlenszerű kiosztását szolgálnák. A valóságban azonban semmi véletlenszerű nem volt a „sorsolásban”, mert mindkét papírlapon „tanár” felirat szerepelt, és a színész egyszerűen mindig azt állította, hogy övé a „tanuló” feliratú lap.
Ezután mindkettejüket bevezették egy szobába, ahol a tanulót lekötözték egy székbe. Demonstrációs céllal mindketten kaptak egy 45 voltos áramütést a székhez erősített készülékből.
A tanárt ekkor egy szomszédos szobába vezették, melyben egy generátor volt 30 kapcsolóval, mindegyik mellett felirattal, melyek szerint a feszültség 15 voltonként nőtt, 15-től 450 voltig. Ezenkívül minden felirat mellett minősítés is szerepelt, „enyhe áramütés”-től „vigyázat: súlyos áramütés”-ig. Az utolsó két kapcsoló „XXX”-szel volt megjelölve.
Felkérték, hogy olvasson fel egy szópárokat tartalmazó listát, amit a tanulónak el kellett ismételnie. Ha helyesen válaszolt, továbbhaladtak a következő szópárra. Helytelen válasz esetén a tanárnak növekvő feszültségű áramütést kellett adnia a tanulónak, 15 volttól indulva. Valójában a tanulót alakító színész csupán eljátszotta a szimulált áramütések hatásait.
Elérve a 150 voltot, a „tanuló” kérte a kísérlet befejezését. A kísérletvezető ekkor azt mondta neki: „A kísérlet szerint folytatnia kell. Kérem, folytassa.” Ezután, folytatva a kísérletet az emelkedő feszültségekkel, a színész fokozódó kellemetlenséget, majd komoly fájdalomérzetet játszott el, végül már kiabálni kezdett, hogy állítsák le a kísérletet. Ha a tanár szerepét betöltő résztvevő nem akarta folytatni, a kísérletvezető elmondta neki, hogy ő, a kísérlet vezetője vállal minden felelősséget a kísérlet eredményeiért és a tanuló épségéért, és a kísérlet szerint a tanárnak tovább kell folytatnia.
2008-ban megismételték a kísérletet olyan formában, hogy a 150 voltos áramütésre való felszólítás után a kísérletvezető már nem engedélyezte az áramütés végrehajtását. A résztvevők 70%‑a ez esetben is végrehajtotta volna az utasítást.

## Eredmények
A kísérlet elvégzése előtt Milgram megkérdezett más pszichológusokat, mit gondolnak, mi lesz a kísérlet eredménye. Egyöntetűen azt felelték, hogy szerintük csupán néhány szadista személy lesz hajlandó elmenni a legnagyobb feszültségig.
Milgram első kísérletsorozatában a kísérleti személyek 65%-a volt hajlandó kiadni a legnagyobb, 450 voltos áramütést, bár sokuk meglehetősen rossz érzéssel tette ezt meg.
Egyetlen résztvevő sem állt meg 300 volt alatt.
Thomas Blass a Marylandi Egyetem pszichológia tanszékének professzora, összegyűjtve a világ országaiban azóta megismételt kísérletek eredményeit, úgy találta, hogy a halálos feszültséget megadni hajlandó kísérleti személyek száma időtől és helyszíntől függetlenül nagyjából állandó: 61% és 66% között van.

## Variációk
Milgram Obedience to Authority: An Experimental View című munkájában 19 variációt ír le a kísérletre.
Általában úgy találta, hogy minél közvetlenebb volt a kísérleti személy kapcsolata az áldozattal, annál kevésbé volt engedelmes, ugyanakkor az autoritással való közvetlenebb kapcsolat növelte az engedelmességet.
Például abban a változatban, amelyben a résztvevők csak telefonon kaptak utasítást a kísérletvezetőtől, engedelmességük nagymértékben csökkent; érdekes módon sokan közülük megtévesztették a kísérletvezetőt, azt állítva, hogy folytatják a kísérletet.
Abban a változatban, mikor a „tanuló”-val való kapcsolat a legközvetlenebb volt, a résztvevőknek a tanuló karját fizikailag rajta kellett tartaniuk egy lemezen, az engedelmességük csökkent, bár még így is 30%-uk csinálta végig a kísérletet.
Abban a változatban, amelyben férfiak helyett nők voltak a résztvevők, az engedelmességük nem különbözött lényegesen, bár súlyosabb stresszről számoltak be.
Hogy az egyetem tekintélyének hatását mint a kísérleti személyek viselkedését befolyásoló faktort kiiktassa, Milgram a kísérlet egyik változatában kibérelt egy irodahelységet a Connecticut állambeli Bridgeportban, amit úgy rendezett be, mintha egy „Research Associates of Bridgeport” nevű cég működne ott, melynek semmi köze nincs a Yale Egyetemhez. Az itt végzett kísérlet eredményei sem különböztek azonban jelentős mértékben a Yale Egyetem területén elvégzettekéhez képest. (Ezzel ellentétben: "Ha nem a Yale egyik kutatótermében tartják a kísérletet, hanem egy lepusztult irodában a városban, lecsökken az engedelmesség!" Forrás: BME Filozófia és Tudománytörténet Tanszék)
Bizonyos variációkban Milgram az autoritás és a konformitás hatását együttesen vizsgálta.
Ezekben a kísérletekben a kísérleti személy mellett még két további „tanár” szerepelt – valójában mindketten színészek, akárcsak a „tanuló”.
Kiderült, hogy a többi tanár viselkedése nagyban befolyásolja az eredményeket. Mikor a két másik tanár visszautasította a kísérlet folytatását, a 40-ből csupán 4 résztvevő volt hajlandó folytatni a kísérletet.
Egy másik változatban a kísérleti személy segítő feladatot látott el egy másik „tanár” mellett, aki mindvégig engedelmeskedett a kísérletvezetőnek. A kísérletnek ebben a variációjában a negyvenből mindössze hárman tagadták meg a kísérlet befejezését.
Az eljárás egy másik változatában két további beavatottat alkalmaztak. Úgy mutatták be őket, hogy ők is kísérleti személyek, akik a tanár szerepét fogják játszani. Az 1-es számú tanár fogja olvasni a szópárok listáját; a 2-es számú fogja megmondani a tanulónak, hogy helyes választ adott-e, vagy tévedett; és a 3-as számú (a kísérleti személy) fogja az áramütést adni. A beavatottak a 150 voltos értékig nem vitatták az utasításokat, amikor is az 1-es számú tanár közölte a kísérletvezetővel, hogy abbahagyja. Annak ellenére, hogy a kísérletvezető ragaszkodott a folytatáshoz, az 1-es számú tanár felállt a székéből és átült a szoba másik felébe. A 210 voltos áramütés után a 2-es számú tanár is kilépett. A kísérletvezető ezután odafordult a kísérleti személyhez, és utasította, hogy folytassa egyedül. A kísérleti személyeknek csak 10 százaléka volt hajlandó befejezni a sorozatot ebben a helyzetben. Egy második változatban két kísérletvezető volt a két további tanár helyett. Néhány próba után elkezdtek vitázni – egyikük azt mondta, hogy abba kellene hagyniuk a kísérletet; a másik azt mondta, hogy folytatniuk kellene. Ilyen körülmények közt a második kísérletvezető utasítása ellenére sem folytatta tovább egyetlen kísérleti személy sem.
Becsült és tényleges behódolás

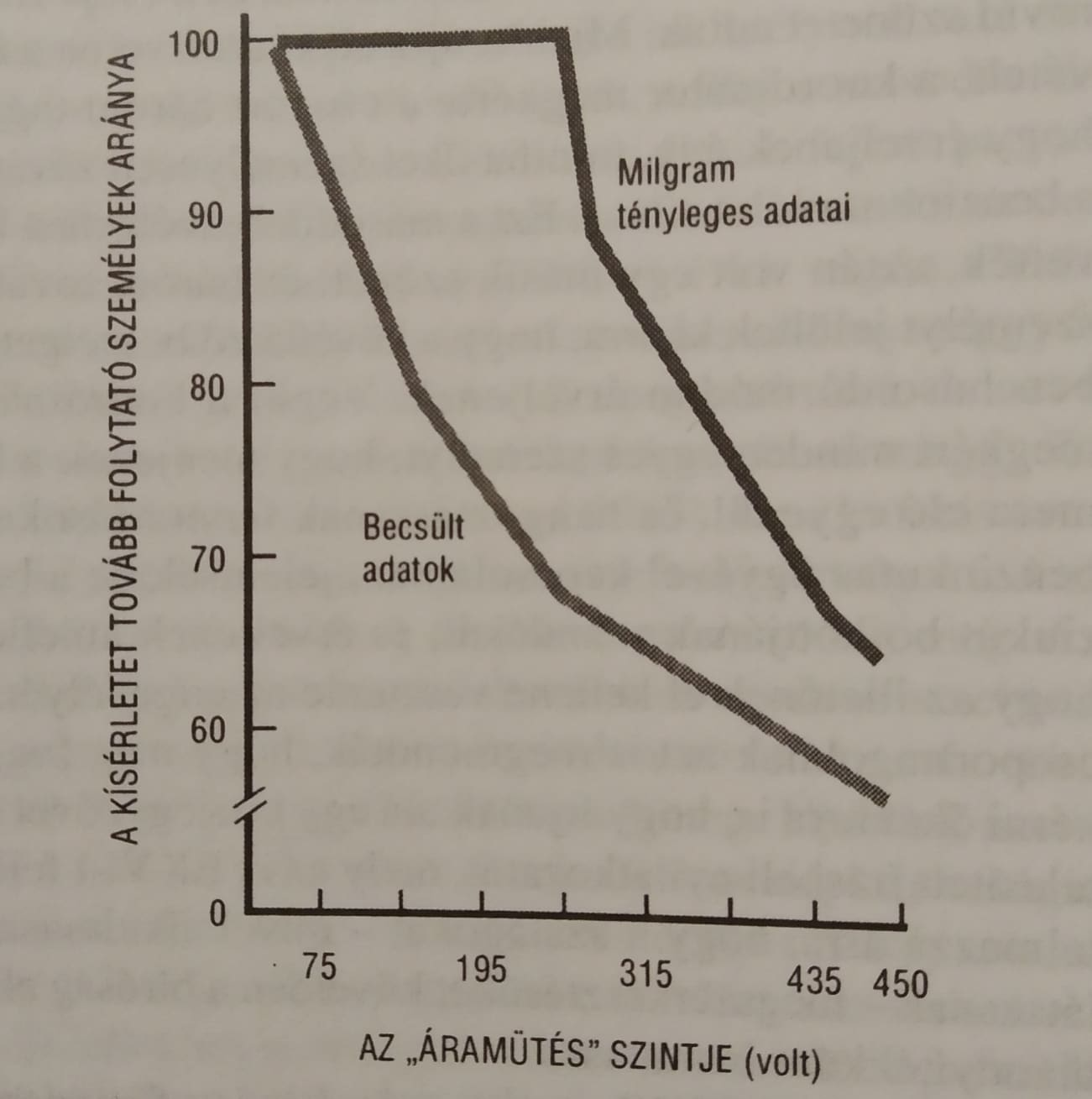
Becsült és tényleges behódolás ábra

A felső görbe Milgram adatait ábrázolja, tehát azoknak a kísérleti személyeknek a százalékos arányát mutatja, akik a helyzetben engedelmesek maradtak, vagyis növekvő felszültségű áramütéssel büntettek. Az alsó görbe egy olyan vizsgálatból származik, melynek a megfigyelők a Milgram-kísérlet egy újrajátszásának voltak tanúi, és megkísérelték megjósolni, hogy a személyek hány százaléka marad engedelmes az áram feszültségének növekedtével. A megfigyelők durván alábecsülték a Milgram-kísérletében jelentkező helyzeti erők hatalmát és az engedelmeskedés valószínűségét.

## A kísérlet eredményeinek újraelemzése
2012-ben Gina Perry ausztrál pszichológus a Yale Egyetemen újra elemezni kezdte a kísérlet nyilvánosságra hozott dokumentációját. Az adatok elemzése során rájött, hogy a kísérlet eredményeit helytelenül értelmezték korábban, sőt Milgram jóhiszeműségét is megkérdőjelezte.
Perry és munkatársai úgy találták a dokumentumokban, hogy valójában az emberek kétharmada a kísérlet egy pontján kiszállt, nem volt hajlandó tovább csinálni. Az alanyokkal készített, kísérlet utáni interjúkból – amelyek jó részét Milgram sohasem hozta nyilvánosságra – kiderült, hogy az engedelmes résztvevők többsége azért ment bele a játékba, mert rájött, hogy csak színjáték az egész.
Perry a felfedezéseiről A sokkológép mögött címmel könyvet is írt.
Perry kutatásait úgy is lehet értelmezni, hogy nem volt haszontalan a kísérlet. Azonban a közismert értelmezéssel szemben az az emberekben rejtőző szadizmussal szemben a könyörület és az irgalom elterjedettségét bizonyította be.

## Megjelenése a kultúrában
- A Classroom of the Elite (Youkoso Jitsuryoku Shijou Shugi no Kyoushitsu e) 2. évad 3. részben a főszereplő elvégez egy hasonló kísérletet, majd meg is említi az eredetit.
- Az erőd című Hernádi Gyula regényben az egyik zsoldost kényszerítik a kísérlet elvégzésére. A regény filmváltozatában is szerepel ez a jelenet. A Kovács István által megszemélyesített zsoldos „kínozza” a kísérletben résztvevő fiút.[8]
- A Doktor Csont sorozat 10. évad 9. része utal a kísérletre, bár nem nevezi meg.
- A Milgram-kísérlet, Mood Pictures, 2013.
- I, mint Ikarus 1979-es francia filmben igen szemléletesen kerül elő a kísérlet.[9]

## Lásd még
- Asch-kísérlet
- Stanfordi börtönkísérlet
- A „kicsi világ” kísérlet
- Kék szem/barna szem kísérlet

## Külső hivatkozások
- The Milgram Experiment, A lesson in depravity, peer pressure, and the power of authority (angolul)
- Blass, Thomas. The Milgram paradigm after 35 years: Some things we now know about obedience to authority, Journal of Applied Social Psychology, 1999, Vol. 25, pp. 955–978.
- Blass, Thomas. (2002), „The Man Who Shocked the World”, Psychology Today, Mar/Apr 2002, Vol. 35 Issue 2.
- Blass, Thomas. (2004), The Man Who Shocked the World: The Life and Legacy of Stanley Milgram. (ISBN 0-7382-0399-8)